# The Shin Seung Hun
The Shin Seung Hun은 신승훈의 8번째 정규 앨범이며, 2002년 1월 14일 발매됐다.

## 음반
절치부심하던 신승훈은 본연으로 회귀를 뜻하며 8집 The Shin Seung Hun을 발표한다. 〈보이지 않는 사랑〉이 생각나는 듯한 〈사랑해도 헤어질 수 있다면….〉과 영화 엽기적인 그녀 OST로 한국뿐만 아니라 아시아에서도 크게 히트를 친 "I Believe"등과 〈哀而不悲 (애이불비)〉등이 수록됐다. 앨범을 발표하기 전 Shin Seung Hun SHOWCAFE with his people 로 성공적인 쇼케이스를 치렀으며, 특히 '사랑해도 헤어질 수 있다면'의 뮤직비디오가 독특해 많은 사람들의 사랑을 받았다. 또한 이 뮤직비디오로 당시 일본에서 열린 세계 애니메이션 대회에서 '커머셜 부분 대상'을 차지하는 영광을 안기도 했다.

## 수록곡
| #             | 제목                                         | 작사            | 작곡            | 편곡          | 재생 시간 |
| ------------- | -------------------------------------------- | --------------- | --------------- | ------------- | --------- |
| 1.            | 〈Prologue / The eighth story〉              |                 | 신승훈          | 이승환        | 1:01      |
| 2.            | 〈사랑해도 헤어질 수 있다면….〉              | 신승훈 • 심현보 | 신승훈          | 김형석        | 4:37      |
| 3.            | 〈哀而不悲 (애이불비)〉                      | 신승훈 • 양재선 | 신승훈          | 황성제        | 5:03      |
| 4.            | 〈Loving You〉                               | 양재선          | 신승훈          | 황성제        | 4:31      |
| 5.            | 〈올꺼야〉                                   | 심현보          | 신승훈          | 황성제        | 3:22      |
| 6.            | 〈널 위한 이별〉                             | 신승훈 • 양재선 | 신승훈          | 김형석        | 4:20      |
| 7.            | 〈이런 나를〉                                | 심현보          | 신승훈          | 김헌직        | 4:12      |
| 8.            | 〈Face Off〉                                 | 신승훈 • 한경혜 | 신승훈 • 천성일 | 황성제        | 4:16      |
| 9.            | 〈飛上 (비상)〉                              | 심현보          | 신승훈          | 김형석        | 4:05      |
| 10.           | 〈雨戀 (우연)〉                              | 양재선          | 신승훈          | 황성제        | 4:37      |
| 11.           | 〈Tomorrow〉                                 | 신승훈 • 한경혜 | 신승훈          | 김헌직        | 3:54      |
| 12.           | 〈I Believe〉                                | 양재선          | 신승훈 • 김형석 | 김헌직        | 4:44      |
| 13.           | 〈Loving You (instrumental)〉                | 양재선          | 신승훈          |               | 4:31      |
| 19.           | 〈Thanks! My Guardian Angel (Hidden Track)〉 | 신승훈          | 신승훈          |               | 4:39      |
| 총 재생 시간: | 총 재생 시간:                                | 총 재생 시간:   | 총 재생 시간:   | 총 재생 시간: | 55:42     |

## 제작진
- 신승훈 - 보컬, 코러스, 추가 편곡, 리듬 프로그래밍

| 세션 - 김형석 - 어쿠스틱 피아노, 현악 편곡(2 • 6) - 이승환 - 어쿠스틱 피아노, 현악 편곡(1 • 9) - 황성제 - 어쿠스틱 피아노, 리듬 프로그래밍 - 김헌직 - 리듬 프로그래밍 - 최원준 - 컴퓨터 프로그래밍 - 강수호 - 드럼 - 신석철 - 드럼(8) - Sam Lee - 어쿠스틱 기타(3 ~ 5 • 9 • 10), - 함춘호 - 어쿠스틱 기타(2 • 6), - 윤형로 - 어쿠스틱 기타(8) - 신현권 - 베이스 기타 - 전성식 - 콘트라베이스 - 박인영 - 현악 편곡(4) - The strings, 심상원 외 13명 - 현악 - 이유민 - 리믹스 - 박영용 - 타악기 - 김효국 - 하모니카 - 강성호 - 코러스 | 스탭 - 조준성 - 녹음 - 임창덕, 고승욱 - 믹싱(3 • 5 • 10) - 김영식, 이은정 - Protools - 최효영(SONIC KOREA), 임창덕 - 마스터링 - 김청기, 임종민 - 매니지먼트 - 채보영 - 스타일리스트 - 윤준섭 - 사진 - 이재천 - 아트 디렉터 - 조은란 - 그래픽 디자인 - 박승민 - 헤어 - (주)명진아트 - 인쇄 |